# MobiCat
MobiCat — пассажирское судно-катамаран с электрическим приводом, эксплуатирующееся швейцарским пароходством Navigation Lac de Bienne/Bielersee Schifffahrt. Спущено на воду в 2001 году. Эксплуатируется на озере Бильское в Швейцарии.
MobiCat является самым большим коммерческим судном в мире, получающим энергию от солнечных батарей.
Годовая выработка электроэнергии составляет около 30 тыс. кВт*ч, потребление 5 тыс кВт*ч. Во время нахождения в порту катамаран передает электричество в сеть

## Основные характеристики
- Длина: 33 м
- Ширина: 11,8 м[1]
- Высота: 5 м
- Радиус действия: 120—170 км
- Вес нетто: 100 т
- Вес аккумулятора: 2 x 5000 кг
  - Емкость аккумулятора: 224 кВт*ч (изначально), 448 кВт*ч (после 2018 года)[1]
- Мощность двигателя: 20 кВт
- Осадка (при полной загрузке): 1,5 м
- Водоизмещение пустого судна
- Максимальная скорость: 22 км/ч
- Средняя скорость: 14 км/ч
- Силовая установка: два электродвигателя по 81 кВт, солнечные панели площадью 180 м²
- Пассажировместимость (полная/в закрытых помещениях): 150/80 человек